# Sobótka (gromada w powiecie łęczyckim)
Sobótka – dawna gromada, czyli najmniejsza jednostka podziału terytorialnego Polskiej Rzeczypospolitej Ludowej w latach 1954–1972.
Gromady, z gromadzkimi radami narodowymi (GRN) jako organami władzy najniższego stopnia na wsi, funkcjonowały od reformy reorganizującej administrację wiejską przeprowadzonej jesienią 1954 do momentu ich zniesienia z dniem 1 stycznia 1973, tym samym wypierając organizację gminną w latach 1954–1972.
Gromadę Sobótka siedzibą GRN w Sobótce (obecnie są to trzy wsie: Stara Sobótka, Nowa Sobótka i Sobótka-Kolonia) utworzono – jako jedną z 8759 gromad na obszarze Polski – w powiecie łęczyckim w woj. łódzkim, na mocy uchwały nr 32/54 WRN w Łodzi z dnia 4 października 1954. W skład jednostki weszły obszary dotychczasowych gromad Ksawerów, Sobótka Nowa, Sobótka wieś, Sobótka kolonia i Wygorzele oraz wieś Olszewa i wieś Aleksandrówek z dotychczasowej gromady Srebrna ze zniesionej gminy Sobótka, ponadto obszar dotychczasowej gromady Kotków oraz kolonia Odechów, wieś Odechów i parcelacja Filipów z dotychczasowej gromady Odechów ze zniesionej gminy Mazew, w tymże powiecie. Dla gromady ustalono 19 członków gromadzkiej rady narodowej.
31 grudnia 1962 do gromady Sobótka przyłączono kolonię Adamów,wieś Borki, kolonię Brzezinka, kolonię Grabina, wieś i kolonię Jastrzębia, wieś i kolonię Kadzidłowa, kolonię Karolewo, wieś Kępina, wieś Osiny, wieś i kolonię Ostrówek, wieś Pokrzywnica oraz wieś i osadę Smardzew z gromady Besiekiery w tymże powiecie.
1 lipca 1968 do gromady Sobótka włączono wieś i osadę Rycerzew oraz wsie Piotrkówek, Nowa Wieś, Podgajew i Radzyń ze znoszonej gromady Rdutów w powiecie kutnowskim w tymże województwie.
Gromada przetrwała do końca 1972 roku, czyli do kolejnej reformy gminnej.